# أبلونيوس البرغاوي
أبلونيوس البِرغاوي (باليونانية: Ἀπολλώνιος)‏ (ولد سنةَ 262 ق.م في بِرْغَة [الإنجليزية]، وتُوفي سنةَ 190 ق.م في الإسكندرية) فلكيٌّ، مهندس، عالم رياضيات، يوناني. مشتهِرٌ بأعماله في مجال القطوع المخروطية.
تأثر به كثيرٌ من العلماء: كبطليموس، وفرانشيسكو موروليكو، وإسحاق نيوتن، ورينيه ديكارت. وهو الذي أدخل مفاهيم القطوع المخروطية: (القطع الناقص، القطع المكافئ، والقطع الزائد) المعروفة الآن.
وكانت رحلاتُهُ إلى آسِيا الصغرى وسوريَة وأقام قليلًا ببيرغامون.

## روابط خارجية
- أبلونيوس البرغاوي على موقع الموسوعة البريطانية (الإنجليزية)